# Quadri

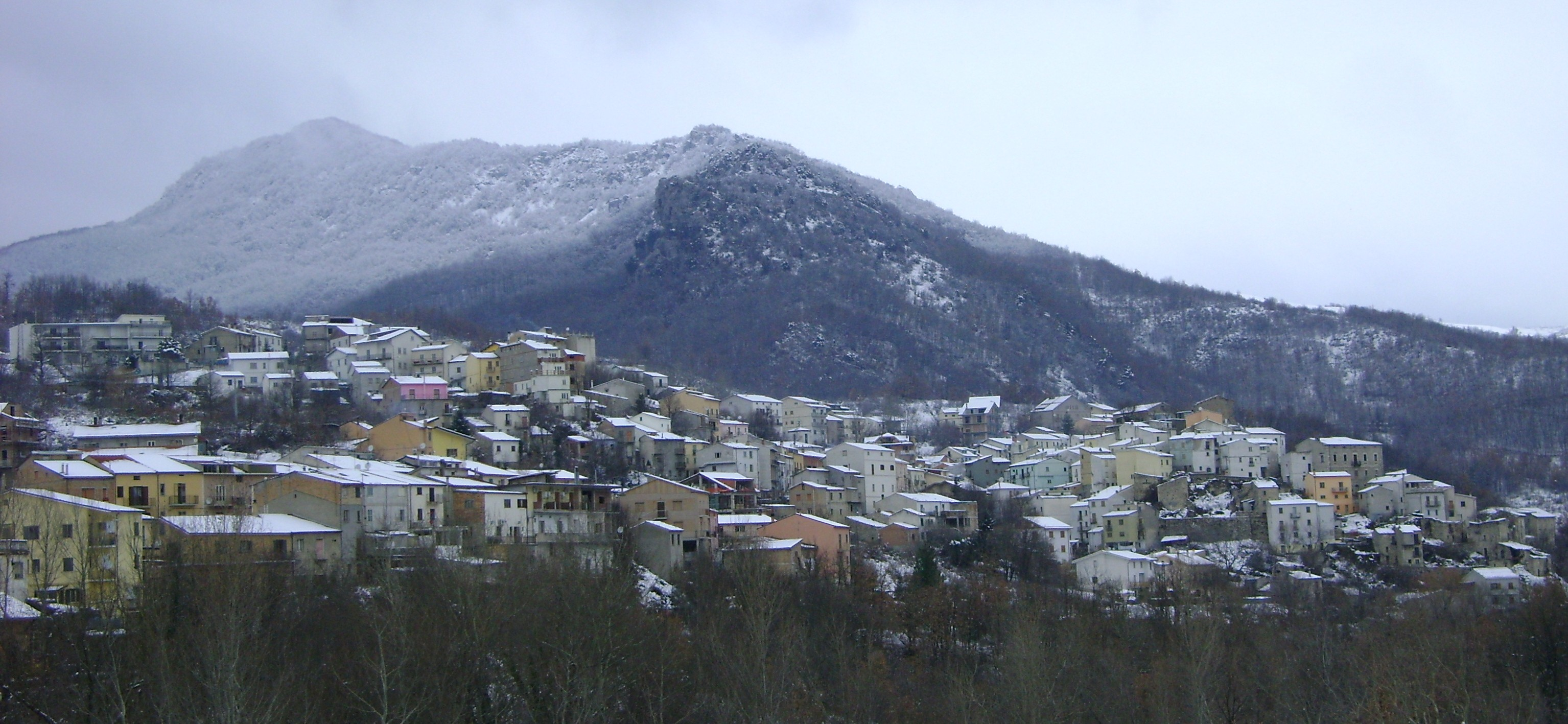
Quadri

Quadri ist eine italienische Gemeinde (comune) mit 691 Einwohnern (Stand 31. Dezember 2023) in der Provinz Chieti in den Abruzzen. Die Gemeinde liegt etwa 70 Kilometer südlich von Chieti am Sangro, gehört zur Comunità montana Medio Sangro und grenzt unmittelbar an die Provinz Isernia (Molise).

## Persönlichkeiten
- Tanino Liberatore (* 1953), Grafiker

## Verkehr
Durch die Gemeinde führt die Strada Statale 652 di Fondo Valle Sangro von Cerro al Volturno nach Fossacesia.